# イズナ (ギルティギア)
イズナ(Izuna)は、2D対戦型格闘ゲーム『GUILTY GEARシリーズ』に登場する架空の人物。声優は古澤徹。

## 概要
- バックヤード「黄泉平坂」の住民で、狐のような耳を持つ妖怪の男性。バックヤードやサーヴァントの仕組みを知る人物でもある。
- 素浪人のような衣装を纏い、日本刀を所持している。
- 語尾に「っちゃ」「ばい」「だす」をつける等、様々な地方の方言を混ぜた「ハイブリッド方言」を使って喋る。一人称は「おい」。
- 空間転移能力を有しており、法力に精通しているソルでさえも常識を超えたものとして衝撃を受けていた。
- 『パチスロ ギルティギア ヴァステッジ』では商人になっている。
- 『Xrd』シリーズでは、転移の法力を何者かに危険視され、それらを封じる目的で隔離されている。

## サーヴァント
イズナと同じくバックヤードの住人にあたる妖怪たちで、個性的な性格を持つものが多い。モチーフは日本の妖怪。
下級兵に近接、装甲、機動の基本的な三すくみが揃っており、コストも比較的安いが、体力が全体的に低めで、不利な状況では非常に脆い。上級兵でも近接、射撃、法力の三すくみが揃っており、コストパフォーマンスも良い。
マスター同様、敵を拘束、足止めする能力を持つものが多い。
河童
下級サーヴァント。近接タイプ。コストは3体で210。
全体的な能力は他の下級近接兵と比較して平均的だが、コストパフォーマンスは良いとは言い難い。ダウンしない程度の攻撃を受けると、仰け反り耐性を持ったカウンター攻撃をするスキルが特徴的。マスター同士が戦っている乱戦中にこのスキルが発動すると非常に有難い援護となるが、マスターがいない状況で発動されると、仰け反り耐性が仇となり、早々に撃破されてしまうこともある。
なまはげ
下級サーヴァント。装甲タイプ。コストは3体で360。
下級装甲兵の中ではコストが最も低い為、量産に向いている。他の装甲兵と比べると体力が低い為、マスターや法力兵と相対するとすぐに撃破されてしまう。これといった特徴的なスキルもない。相手をダウンさせる攻撃を持たない反面、それによって下級近接兵の処理速度が速いといった長所も併せ持つ。序盤は下級近接兵の対抗策として、中盤以降は各所に点在させ、ゴーストを制圧しつつ、マスターの足止めを行う運用が有効。
猫又ちゃん
下級サーヴァント。機動タイプ。帽子状の仮面をかぶった少女妖怪で、可愛らしい素顔を持つ。コストは3体で300。
基本的な性能は低めだが、戦闘範囲内に射撃兵や法力兵がいると、真っ先に飛び込んでいく高威力のスキルがあることが特徴的。これによって、上級兵であろうと、射撃、法力兵に対して非常に強い性能を発揮する。一方で、このスキルがあること、基本的な能力が低いことから、機動兵の大きな役割である、装甲兵への対抗手段としての活躍が今一というデメリットもある。
一反木綿
下級サーヴァント。射撃タイプ。コストは110。
召還コストは低い為、大量生産しやすい。レベルを最大まであげると攻撃性能が大幅に上がるが、体力が非常に低いため、育ちきる前に撃破されてしまうことが多い。近接兵の対抗策としてはなまはげの方が有効な現状、MANAに余裕のある時以外はあまり出番はない。
天狗
上級サーヴァント。近接タイプ。コストは1体で360。
敵のサーヴァント処理から、マスター迎撃まで様々な面で優秀な性能を持つ。上級装甲兵以外の敵1体を上空に吹き上げて、一時戦線を離脱させるスキルを持つ。ゴーストの制圧力も高い。非常に扱いやすいサーヴァント。但し、全マスターがもっている上級装甲兵に対しては基本的な相性がそもそも悪く、スキルも通用しない為、その欠点をどうやって切り抜けて活躍させていくかが重要。
でいだーら
上級サーヴァント。装甲タイプ。コストは650。
ゴーストのてっぺんにまで届きそうなくらいに巨大なサーヴァント。ゴーストやマスターゴーストに対して、圧倒的な制圧力を持つことが特徴的で、ゴーストであれば一撃で制圧、マスターゴーストに対しては一撃でバリアを0%にする上で致命的な大ダメージを与える。でいだーらがマスターゴーストに攻撃できれば、ほぼ勝利は確実。敵に対して大きな脅威となる他の上級装甲兵とはまた違った意味で脅威となる存在。
一方で、ユニットに対する攻撃手段は皆無に等しく、その大きな風体からかなり目立つ存在であること、また足も遅いことから、単体での隠密行動も向かない。単体で行動させるメリットは無いに等しく、他のサーヴァントと共に行動をさせることが基本となる。一定ダメージを受けると、ミニオンを召還して、でいだーらを守ろうとするが、でいだーら自身の足も止まってしまう為、それ以上に進軍は難しい状況と考えてよい。
非常に高コストの為、相手マスターゴーストまででいだーらを到達させる望みが薄い時に、無理して召還するメリットはあまりない。
麒麟
上級サーヴァント。射撃タイプ。コストは290。
上級兵としてはコストは低く、コストパフォーマンスは良い方だが、能力自体は他の上級兵と比べると低め。でいだーらが上級装甲兵として、近接兵への対抗手段として機能しない分を補うことが可能。また、でいだーらを狙ってくる法力兵への対抗手段としても有効。射撃攻撃に加えて、設置型の武器、速度の速い突進攻撃など、援護能力に長けている。射撃兵がマスターへの攻撃力上昇補正を持つことから、マスターと共に行動してクリティカルダウンを狙う運用も可能。
お雪
上級サーヴァント。法力タイプ。コストは390。
対装甲兵に対し不安の残るイズナにとって、数少ない有効手段となるサーヴァント。敵を長時間凍結させるスキルはマスター戦、サーヴァント戦共に非常に大きな効果をもたらす。ゴースト制圧力も高く、様々な局面で大きな働きが期待できる。
法力兵らしく、体力は低い為、少しでも不利な状況では気づいたら撃破されている状況も少なくない。
でいだーらの使い
ミニオン。装甲タイプ。でいだーらの分身。でいだーらの体力が一定割合以下になった時にひざまづいて召還する。
敵を足止めする程度の能力しかなく、戦力として考えるのは有効ではなく、ディスペルでまとめて消されてしまう欠点もある。
でいだーらの使いが召還されるような状況は戦況は不利な状況であると考えた方が良い。
だるま
ミニオン。法力タイプ。
兵種が揃っておらず、小規模な戦闘が起こりやすい序盤で、特に大きな活躍をするミニオン。相手にダメージを与える攻撃手段はもたないが、相手の行動を制限する2種類のスキルが非常に脅威。どちらも、だるまとすれ違っただけで発動し、遠くに離れていても効果を発揮する。
相手に鈍足の効果をつけるスキルは、同様の効果を持つアイテム程の効果はないが、本来繋がるはずのコンボが繋がらなくなることがある程度の効果は期待できる。また、逃げる敵を追いかけるのにも有効。
相手を凍結させるスキルは、イズナとの連携で非常に大きな役割を果たし、移動中の敵マスターとのすれ違い様に発動すれば、非常に有効な足止め手段となる。

## テーマミュージック
昼行燈

## その他
- 石渡太輔の思い付きにより「ケモ耳親父」というコンセプトで制作されたキャラクターである。